# Помурска регија
Помурска регија (словен. Pomurska regija) је једна од 12 статистичких регија Словеније. Највећи град и културно и привредно средиште ове регије је град Мурска Собота.
По подацима из 2005. године овде је живело 122.453 становника.

## Списак општина
У оквиру Помурске регије постоји 27 општина:
- Апаче
- Белтинци
- Велика Полана
- Вержеј
- Горња Радгона
- Горњи Петровци
- Град
- Добровник
- Кобиље
- Крижевци
- Кузма
- Лендава
- Љутомер
- Моравске Топлице
- Мурска Собота
- Одранци
- Пуцонци
- Раденци
- Разкрижје
- Рогашовци
- Свети Јуриј об Шчавници
- Тишина
- Турнишче
- Ходош
- Цанкова
- Чреншовци
- Шаловци